# Pogorzel Wielka
Pogorzel Wielka (do 1945 niem. Brennen) – wieś w Polsce położona w województwie warmińsko-mazurskim, w powiecie piskim, w gminie Biała Piska.
Wieś powstała w ramach kolonizacji Wielkiej Puszczy. Wcześniej był to obszar Galindii. Wieś ziemiańska, dobra służebne w posiadaniu drobnego rycerstwa (tak zwani wolni), z obowiązkiem służby rycerskiej (zbrojnej). W dokumentach z XV w. zapisywana jako Pogorzelsker.
W 1465 r., w trakcie trwania wojny trzynastoletniej, przywilej lokacyjny na 40 łanów, położonych między Drygałami, Dupkami (wieś lokowana w 1481 r., wtedy jako Lipińskie), Nitkami, Pomianami i Zalesiem, wystawił prokurator piski Ulryk Ottenberger, za wiedzą wielkiego mistrza Ludwika von Erlichshausena, na prawie chełmińskim i bez wolnizny, dla braci Grzegorza i Wacława Lankhemde, synów Marcina z Rynu, z obowiązkiem dwóch służb zbrojnych. Nadane dobra ziemskie wcześniej stanowiły własność Marcina Drygały. W przywileju lokacyjnym zezwolono na budowę młyna. Z 1519 i 1579 r. pochodzi informacja o młynie we wsi.
Obecna nazwa została administracyjnie zatwierdzona 12 listopada 1946.
W latach 1954-1959 wieś była siedzibą gromady Pogorzel Wielka, po jej zniesieniu w gromadzie Drygały. W latach 1975–1998 miejscowość administracyjnie należała do województwa suwalskiego.
We wsi jest przystanek kolejowy Pogorzel Wielka.